# Elaphromyia incompleta
Elaphromyia incompleta är en tvåvingeart som beskrevs av Tokuichi Shiraki 1933. Elaphromyia incompleta ingår i släktet Elaphromyia och familjen borrflugor. Inga underarter finns listade i Catalogue of Life.